# Stephanie Devaux-Lovell
Stephanie Devaux-Lovell (sinh ngày 8 tháng 9 năm 1995) là một thủy thủ người Saint Lucia. Cô đã xếp thứ 29 trong nội dung Laser Radial tại Thế vận hội mùa hè 2016.